# 蔡氏民居
蔡氏民居，位于中华人民共和国浙江省金华市兰溪市云山街道福源巷10号，建于民国初年，为巨富蔡氏住宅，中西合璧风格，拥有半圆形阳台、石膏吊顶。
1997年9月2日，蔡氏民居公布为兰溪市文物保护单位。